# Tân Phong, Ninh Giang
Tân Phong là một xã thuộc huyện Ninh Giang, tỉnh Hải Dương, Việt Nam.
Xã có diện tích 8,39 km², dân số năm 1999 là 7.533 người, mật độ dân số đạt 898 người/km².